# Ambrosianischer Gesang
Als ambrosianischer Gesang wird eine im 4. Jahrhundert n. Chr. aufgekommene Form der Liturgie und Kirchenmusik bezeichnet, die in der Region um Mailand und in Tälern des Kantons Tessin bis heute erhalten geblieben ist.

## Ursprung
Im vierten Jahrhundert kam es in Italien zu liturgischen und musikalischen Reformen. Sie gingen von Rom und Mailand aus. Die Mailänder Reformen wurden nach dem Bischof Ambrosius von Mailand (374–397) benannt, obwohl sie erst in späterer Zeit aufgezeichnet wurden. Der Ursprung des ambrosianischen Gesangs liegt in der Ostkirche, Mailand hatte mehrere griechische Bischöfe.
Ambrosius ordnete die Feier der Vigilien („Nachtwachen“) neu, um sie dem Volk attraktiver zu machen, und führte Hymnen und Antiphonen ein. Nach seinem Biographen soll er diese neuen Lieder zum ersten Mal angestimmt haben, als er mit seinen Getreuen in der Mailänder Basilika von der Kaiserin Justina belagert wurde.

## Entwicklung
Die Ablösung der ambrosianischen durch die gregorianische Kirchenmusik erfolgte nicht friedlich. Im Bemühen, die Kirchenmusik und Liturgie zu vereinheitlichen, kam Karl der Große persönlich nach Mailand, um die ambrosianische Tradition auszumerzen. Bischof Eugenius rettete jedoch das Mailänder Erbe. Im 11. Jahrhundert versuchten Nikolaus II., Petrus Damiani und Gregor VII. die Reste des ambrosianischen Gesanges auszurotten. Als weitere 500 Jahre später, im Gefolge des Konzils von Trient, die römische Liturgie fast im ganzen Bereich der Lateinischen Kirche normgebend wurde, gelang es dem heiligen Karl Borromäus und seinem Cousin, dem Kardinal Friedrich Borromäus, die Mailänder Tradition zu bewahren.
So erhielt sich der ambrosianische Gesang in Mailand selbst, in einigen Kirchen des Schweizer Kantons Tessin, besonders im Bleniotal, der Leventina und der Riviera (Bistum Lugano) bis heute.

## Erforschung
Dom Guerrino Amèlli (1848–1933) begann 1881 eine erneute Reform des ambrosianischen Gesangs und veröffentlichte 1883 das Directorium Chori und eine Sammlung von Messgesängen. Dom Gregori Sunyol widmete sein ganzes Leben der Erforschung und Herausgabe ambrosianischer Musik. Er arbeitete die Bedeutung dieser Musik für die Entstehung der lateinischen Kirchenmusik heraus.